# Jiří Vondra
Jiří Vondra (9. listopadu 1984 Rokytnice nad Jizerou – 15. ledna 2025) byl český moderátor a diskžokej. Působil jako hlasatel a moderátor českého hokejového klubu HC Dynamo Pardubice. Dlouhé roky moderoval v rádiu Kiss.

## Život
Narodil se 9. listopadu 1984 v Rokytnici nad Jizerou. Pocházel z Rokytnice nad Jizerou, kde se věnoval do svých 15 let skokům na lyžích. Ze začátku své kariéry vystupoval na různých diskotékách a v tanečních klubech. Později se přidal do skupiny diskžokejů, se kterými začal vystupovat po východních Čechách. V roce 2006 se poprvé dostal k práci v rádiu. Od roku 2008 začal pracovat jako moderátor Radia Kiss. Moderoval společně s Radkem Hrdinou.
Mimo moderování v rádiu se věnoval hlasatelství a moderování domácích zápasů českého hokejového týmu HC Dynamo Pardubice.
Byl velkým fanouškem letadel a pracoval na tom, aby se stal pilotem letadla.
Zemřel náhle 15. ledna 2025 ve věku 40 let. Během předchozího dne si stěžoval na bolest na hrudi. Ráno byl nalezen mrtvý ve svém bytě.
V neděli 19. ledna 2025 proběhlo během zápasu HC Dynamo Pardubice a HC Oceláři Třinec v Enteria areně uctění Vondrovy památky.
Dne 20. ledna 2025 moderátoři rádia Kiss a jeho blízcí spolupracovníci Radek Hrdina a Magdalena Wronková oznámili, že příčinou jeho smrti byla vrozená srdeční vada, o které nevěděl. Poslední rozloučení proběhlo 24. ledna 2025 ve smuteční síni v Rokytnici nad Jizerou, odkud Vondra pocházel.